# L'Imposture (telenovela)
Production
Diffusion
Chronologie
Marido en alquiler (2013-2014) Reina de corazones (2014)
L'Imposture (La impostora) est une telenovela américaine-mexicaine diffusée entre le 14 janvier 2014 et le 3 juillet 2014 sur Telemundo.
Elle est diffusée sur Novelas TV entre le 28 juin 2018 et le 12 décembre 2018 et rediffusée entre le 21 décembre 2020 et le 4 juin 2021. Elle également était diffusée sur Antenne Réunion.

## Synopsis
Blanca Guerrero est une fille joyeuse, pleine de ressources et avec un grand cœur qui travaille comme serveuse rêvant d'une carrière d'actrice. À un âge précoce, elle a commencé à aider son père Guillermo autant qu'elle le pouvait à la suite de la mort prématurée de sa mère. Lorsque Guillermo est injustement viré de son travail par Raquel Altamira à la compagnie de cette famille, où il a travaillé pendant des années, Blanca décide de se rendre à la fête de fin d'année organisée par la famille Altamira et d'en aviser Monsieur Leonidas Altamira le propriétaire de l'entreprise, de la situation de son père et bien sûr de le convaincre de réembaucher Guillermo, et grâce à ses incroyables talents d'actrice, elle parviendra à se faufiler dans la fête. Lors de la fête, Blanca rencontre Eduardo, le fils très timide et romantique de Raquel Altamira, avec qui elle partage un baiser passionné à minuit tout en cachant sa véritable identité. La fête va cependant aller mal quand Adriano Ferrer, un riche homme d'affaires, trouble la fête pour révéler une affaire secrète dont l'enfant qu'il avait, des années antérieures avec Valentina Altamira, la sœur cadette de Raquel. Adriano accuse aussi la famille Altamira pour la mort de son jeune amour Valentina, ne sachant pas qu'elle est en vie, mais détenue dans un hôpital psychiatrique sous les ordres de sa sœur aînée Raquel.
Quelques jours plus tard, Adriano découvre que Guillermo connaît la vérité sur ce qui est arrivé à Valentina et à son enfant et va lui rendre visite à son domicile, mais trouve Blanca, la jeune fille qui l'avait aidé tout le temps de la fête, et lui dit que son père a été renversé par une voiture. Ce même jour, quand Adriano va rendre visite à Guillermo à l'hôpital, il se heurte à Blanca déguisé en infirmière et lui fait une offre qu'elle ne peut pas refuser, lui promettant de l'aider à payer les frais médicaux de son père si elle devient "L'Imposture" et si elle l'aide à découvrir ce qui s'est réellement passé avec Valentina et son enfant. Dans le processus, Blanca devient Victoria San Marino, une investisseuse millionnaire de New York entrant dans un partenariat avec l'entreprise de la famille Altamira et obtenir de Raquel la confiance jusqu'à ce qu'elle lui dise toute la vérité. Elle rencontre Raquel, une femme froide et calculatrice qui non seulement a fait virer son père mais également est responsable de son accident. Bien que semblant comme une veuve chérissant la mémoire de son défunt mari et la mère parfaite de ses trois fils, le timide Eduardo, l'ambitieux Cristóbal et le rêveur Jorge qui mène une double vie, en réalité, elle est tout l'opposée de cela, une femme impitoyable et manipulatrice. Cependant, les choses se compliquent quand Blanca tombe amoureuse d'Eduardo, qui traite avec le retour de la diablesse et sans cœur Mariana Serrano, la mère de sa fille Sofia...

## Personnages
BLANCA GUERRERO – (Lisette Morelos)
Blanca est une jeune femme gaie, travailleuse, intelligente et généreuse avec un talent inhabituel pour imiter d’autres personnes. Elle est rapidement sur ses pieds et est capable de se sortir des situations compliquées. Toutes ces compétences serons mises à l’épreuve lorsque Adriano Ferrer l’engagera pour usurper l’identité d’un investisseur new-yorkais, Victoria San Marino, afin qu’elle puisse s’infiltrer dans la famille Altamira. Blanca est vraiment la fille de Memo Guerrero, un marin et un employé loyal de la compagnie de construction navale de Leonidas Altamira. La mère de Blanca est morte quand elle était une petite fille, laissant Memo seul pour élever les trois enfants du couple. Blanca s’est consacrée à aider son père, abandonnant sa propre jeunesse pour prendre soin de la maison. Trop occupée de son travail et de ses responsabilités à la maison pour trouver l'amour, Blanca n’a secrètement jamais renoncé à trouver le véritable amour un jour.
EDUARDO ALTAMIRA – (Sebastián Zurita)
Eduardo Altamira est un mâle alpha, un homme intelligent et assertif qui sait ce qu’il veut et l’obtient toujours. Mais il est également honnête et ne sacrifie jamais ses principes pour atteindre ses objectifs. Sa fille Sofía est beaucoup plus importante pour lui que le succès financier. Il a toujours été intelligent, gentil et bavard, faisant de lui le «fils» préféré de Raquel.
RAQUEL ALTAMIRA – (Christian Bach)
Personne ne soupçonne que derrière sa façade de professionnalisme et de sophistication, Raquel Altamira est vraiment une psychopathe dangereuse. Raquel est une femme élégante et raffinée qui perd rarement son calme en public, mais quand elle le fait, elle est une force à craindre et est capable de grande cruauté. Grâce à son astuce et à son absence totale de principe, Raquel a cultivé une réputation sans faille en tant que femme d’affaires brillante, fille exemplaire, mère altruiste et veuve dévouée fidèle à la mémoire de son mari. En réalité, rien de tout cela ne pourrait être plus éloigné de la vérité : un tyran contrôlant tout et capricieux, elle néglige ses enfants et les sépare délibérément.
ADRIANO FERRER – (Manuel Landeta)
Un autodidacte, Adriano Ferrer est un immigrant mexicain devenu un puissant magnat de la construction navale à New York, mais une tragédie personnelle l’a privé de son bonheur.Intelligent et charmant, il est prêt à faire tout ce qu’il faut pour obtenir ce qu'il veut. Malgré  ses manières sophistiquées et ses goûts raffinés, il est toujours au fond d'un homme simple. Il a un rapport naturel avec les gens ordinaires et rappelle constamment à ses employés qu’il a gravi les échelons dans la vie comme eux. Il est très beau et aime traiter les femmes avec la courtoisie à l’ancienne. Adriano est un gentleman et galant envers tous avec un talent pour rendre chaque femme spéciale.
GUILLERMO "MEMO" GUERRERO – (Paco Mauri)
Guillermo « Memo » Guerrero est un marin fiable et honorable et un employé de Leonidas, le fondateur de la société de construction navale Altamira. En tant que jeune homme, Memo a épousé Ángela Acuña, l’amour de sa vie et la mère de Blanca.
MARIANA SERRANO – (Begoña Narvaez)
Mariana est aussi égoïste qu’elle est belle, une femme fatale avec une personnalité divisée: à l’extérieur, elle est une chatte, mais à l’intérieur elle est vraiment une bête sauvage. lle a travaillé pendant des années dans le domaine des relations publiques pour la société papetière de Federico Villablanca, un trafiquant d’armes dangereux. Mariana est ambitieuse, manipulatrice et une menteuse talentueuse. Elle fera tout pour retrouver Eduardo, son ancien amant et le père de sa fille Sofía, que Mariana a abandonnée peu de temps après sa naissance. Eduardo ne lui pardonnera jamais pour ça. Mariana est froidement calculatrice et très sûre d'elle-même; elle prétend s’être repentie et vouloir retrouver sa fille.
LEONIDAS ALTAMIRA – (Armando Silvestre)
En tant que jeune homme, Leonidas Altamira était redouté autant qu’il était respecté pour son ambition et son tempérament légendaire. Depuis que sa femme est morte en donnant naissance à leur fille cadette, Valentina, Leonidas est devenu de plus en plus amer et dépendant de sa fille aînée, Raquel.
CRISTÓBAL ALTAMIRA – (Jonathan Islas)
Timide et pas très brillant, mais ambitieux néanmoins, Cristóbal est un économiste qui rêve de surpasser son frère Eduardo dans tous les domaines de sa vie: la construction navale, la famille et le cœur de sa mère. Son insécurité le rend vulnérable à l’influence de Mariana et son caractère s’assombrit à mesure que l’histoire progresse.
JORGE ALTAMIRA – (Mauricio Henao)
Bien que sa mère l’ait forcé à étudier la médecine, Jorge a toujours été l’artiste de la famille Altamira. Sortant et rêveur, il n’a jamais fini l'université; l’attraction de l’art était trop forte.Pendant des années, Jorge a vécu une double vie: sa famille pense qu’il poursuit ses études de médecine à Guadalajara, mais la vérité est qu’il vit dans un coin pauvre de la ville, où il peint et jouit d’un style de vie bohème. Raquel rêve de voir son fils médecin avec une copine riche et sophistiquée, mais Jorge est déjà amoureux d’une charmante et humble voisine.

## Distribution
- Lisette Morelos : Blanca Guerrero Ordaz / Victoria San Marino "La Impostora"
- Sebastián Zurita : Eduardo Ferrer  Altamira
- Christian Bach : Raquel Altamira †
- Begoña Narváez : Mariana Serrano †
- Manuel Landeta : Adriano Ferrer
- Jonathan Islas :  Cristóbal  Ferrer Altamira
- Mauricio Henao :  Jorge Leon Andres Altamira
- Mimi Morales : Karina Acevedo
- Alpha Acosta : Valentina Altamira / Leticia
- Armando Silvestre : Don Leonidas Altamira †
- Eligio Meléndez : Père Camilo Fernández †
- Simone Victoria : Socorro Sánchez †
- Paco Mauri : Guillermo "Memo" Guerrero †
- René García : Domingo Zamora
- Eugenio Becker : Commandant Salvador Estrada †
- Alberto Pavón : Iván Montenegro del Real †
- Sandra Benhumea : Fernanda García †
- Néstor Rodulfo : Rubén Espinoza "Le borgne" †
- Uriel del Toro : Rafael Moreno González †
- Lupita Sandoval : Tita González
- Socorro de la Campa : Melania Robles de Rodríguez
- Julieta Grajales : Catalina Echeverría Estrada de Altamira
- Mariano Palacios : Diego Echeverría Estrada †
- Elsa Amezaga : Simona Guerrero Ordaz
- Edgar Iván Delgado : Ramón Valenzuela
- Macarena Oz : Sofía Altamira Serrano
- Ricardo Sevilla : Hugo "Huguito" Guerrero Ordaz
- Arnoldo Picazzo : Don Clemente Echeverría †
- Marco Antonio Aguirre : Officier López
- Enrique Anaya : Directeur de la prison
- Odette Berumen : Gladys
- Alex Brizuela : Pietro Álvarez
- Héctor Calderón : Docteur
- Jorge Cassal : Bombero
- Ángel Cerlo : Dr. Ernesto Salvatierra
- Joaquìn Cuesta : Dr. Emilio Valladares
- Héctor Hugo de la Peña : Ouvrier
- Alejandro de la Rosa : Leo
- Alan Del Castillo : Chascón
- Arturo Echeverria : Juez
- Perla Encinas : Luciana Carrasco †
- Mauricio Galan : Abogado
- Emilio Galvan : Matón
- Sam García : Richie Salgado †
- Alfonso Giraud : Docteur
- Raúl Greco : Policier
- Claudio Guevara : Abogado Armando
- César Izaguirre : Père Benito
- Monica Jiménez : Oriana Martínez
- Javier Lazcano : Pepe
- Fátima López : Licenciada Santana
- Guadalupe Martínez : Ana Castro
- Rami Martínez : Giorgio
- Saturnino Martínez : Juez
- Saúl Mercado : Fernando López
- Salvador Petrola : Jardinier
- Juan José Pucheta : Arnaldo Madrid
- Azgard Ramírez : Agent
- Elsy Reyes : Leticia Rodríguez Robles
- Rafael Romero : Docteur
- Mossy Santini : Valery Smith
- Terrence Stickman : Père Benito
- Rocío Vázquez : Francisca Márquez
- Roberto Wohlmuth : Manuel
- Mario Zarco : Garde du corps
- César Cantelláno : Adriano Ferrer (jeune)
- Hana Marín : Raquel Altamira (jeune)
- Andrea Tello : Valentina Altamira (jeune)

## Diffusion internationale
- Telemundo
- Televen
- TVN
- Novelas TV
- Tahiti Nui Télévision

## Autres versions
- Cerro alegre (Canal 13, 1999)

### Sources
- (en) Cet article est partiellement ou en totalité issu de l’article de Wikipédia en anglais intitulé « La impostora » (voir la liste des auteurs).

- (es) Cet article est partiellement ou en totalité issu de l’article de Wikipédia en espagnol intitulé « La impostora » (voir la liste des auteurs).